# Меландри, Марко
Марко Меландри (род. 7 августа 1982, Равенна, Италия) — итальянский мотогонщик.
В 2002 году выиграл чемпионский титул в классе 250cc чемпионата мира по шоссейно-кольцевым мотогонкам MotoGP.
Сейчас Марко Меландри выступает в мировой серии WSBK на мотоцикле Ducati Panigale R в команде ARUBA.IT RACING — DUCATI под № 33
13 февраля 2009 года Меландри дебютировал в автогонках в азиатской кузовной серии SpeedCar.
В сезоне 2015 года, в MotoGP Марко принял участие в гонках в первой части сезона выступая за команду Aprilia Racing Team Gresini на болиде под номером 33.
Сезон 2013 в WSBK
1. Первый уик-энд чемпионата проходил в Филипп-Айленде(Австралия). В первой гонке Меландри сошёл с трассы, после столкновения с мотоциклом Карлоса Чеки, а во второй гонке занял 3 место.
2. На втором этапе в Арагоне (Испания) в первой гонке Меландри занял 3 место, а во второй — пятое.
3. На трассе в Ассене (Голландия) Марко не финишировал в первой гонке, а во второй поднялся на 8 позицию.
4. В Монце (Италия) Марко занял 1 место в первой гонке и 2 во второй гонке.
5. На трассе Донингтон Парк в Великобритании в первой гонке Марко занимает 2 место, а во втором заезде занял 5 место.
6. В Портимане  (Португалия)первую гонку Марко выиграл, во второй гонке он не участвовал из-за проблем с задней покрышкой.
7. На трассе Имола в Италии Марко в обеих гонках финишировал на 4 месте.
8. На трассе «Moscow Raceway» в Подмосковье (Россия) проводилась лишь одна гонка, так как на гонке в классе «Supersport» в результате падения на мокрой трассе погиб гонщик Андреа Антонелли. Саму гонку выиграл Меландри.
После 8 этапов (15 гонок) в чемпионате Меландри занимает 3 место с 207 очками в активе. На втором месте находится Том Сайкс(235 очков) и на первом — Сильвейн Гьюнтоли(239 баллов).

## Автоспорт

### Результаты выступлений в серии СпидКар
| Год       | Команда      | 1/1  | 1/2  | 2/1  | 2/2  | 3/1    | 3/2        | 4/1     | 4/2    | 5/1  | 5/2  | Место | Очки |
| --------- | ------------ | ---- | ---- | ---- | ---- | ------ | ---------- | ------- | ------ | ---- | ---- | ----- | ---- |
| 2008/2009 | Team Lavaggi | ДУБ1 | ДУБ2 | САХ1 | САХ2 | ЛУС1 8 | ЛУС2 11 НФ | ДУБ3 10 | ДУБ4 8 | САХ3 | САХ4 | 15    | 2    |